# Egy lélegzetnyire
Az Egy lélegzetnyire (eredeti cím: Dans La brume) 2018-as francia sci-fi film, melyet Daniel Roby rendezett. A főszerepet Romain Duris és Olga Kurilenko alakítja.
Franciaországban 2018. április 4.|április 4-én mutatták be a mozikban, Magyarországon május 10-én jelent meg a Big Bang Media forgalmazásában. A film bevételi szempontból megbukott.

## Cselekmény
Egy házaspár békésen él Párizsban a lányukkal, akinek egy ritka gyógyíthatatlan betegsége van, amely arra kényszeríti őt, hogy egy hatalmas üvegburokban élje életét. Hamarosan egy nap, a csatornákból származó hatalmas mérgező füstfelhő borítja el az utcákat, ezzel megölve rengeteg embert. Ez a jelenség végül elárasztja az egész várost is, és a legtöbb túlélő az épületek legfelső szintjére menekül az életben maradásért. Napról-napra egyre jobban fogy az élelmiszer, az oxigénellátás és az áramforrás. A pár mindent megtesz, hogy megmentsék lányukat, aki a füstben maradt...

## Szereplők
| Szereplő    | Színész         | Magyar hang         |
| ----------- | --------------- | ------------------- |
| Mathieu     | Romain Duris    | Makranczi Zalán     |
| Anna        | Olga Kurylenko  | Trokán Nóra         |
| Sarah       | Fantine Harduin | Szabó-Király Blanka |
| Lucien      | Michel Robin    | Cs. Németh Lajos    |
| Colette     | Anna Gaylor     | Kassai Ilona        |
| M. Belkacem | Maurice Antoni  | Kajtár Róbert       |